# ベン・イーストマン
ベンジャミン・バンズ・イーストマン（Benjamin Bangs "Ben" Eastman、1911年7月9日 - 2002年10月6日）は、アメリカ合衆国の陸上競技選手。1932年ロサンゼルスオリンピックの銀メダリストである。カリフォルニア州サンマテオ郡バーリンゲーム出身。

## 経歴
イーストマンは、1930年代に活躍した400mと800mを得意とした選手である。スタンフォード大学在学中の1931年に、IC4Aの880ヤードで優勝。1932年には、440ヤードと、880ヤードで世界新記録を樹立し、また前年に引き続きIC4Aの880ヤードを制した。同年のロサンゼルスオリンピックの400mに出場。優勝候補であったが、同じアメリカのビル・カーに敗れ銀メダルに終わる。
イーストマンは、1934年にも880ヤードで世界新記録を樹立。さらに、同年の全米選手権の800mを制したが、同年で現役を引退。しかし、2年後の1936年に現役復帰し、ベルリンオリンピックの800m代表を目指して全米選手権に出場。結果は5位に終わり、再び現役を引退した。
イーストマンは、引退後、ディーゼルエンジンの整備士となり、その後家族とともにコロラド州に移住。リンゴ栽培を始めた。